# Pro Wrestling Superstar Retsuden
Pro Wrestling Superstar Retsuden (プロレススーパースター列伝?, Puroresu Sūpāsutā Retsuden, lett. "La biografia delle grandi star del wrestling", titolo internazionale Pro Wrestling Superstar Biography) è un manga disegnato da Kunichika Harada, scritto da Ikki Kajiwara.
Come dice il titolo, il manga racconta le storie delle più grandi e popolari star del pro-wrestling in Giappone al momento della distribuzione del manga.
Il manga è stato serializzato sulla rivista Weekly Shōnen Sunday dal volume 23 del 1980 al volume 26 del 1983.

## Personaggi
- Dory Funk, Jr. e Terry Funk: 1980 (23-29)
- Stan Hansen: 1980 (30-35)
- Abdullah the Butcher: 1980 (36-47)
- André the Giant: 1980 (48); 1981 (1)
- Mil Máscaras: 1981 (2-17)
- Tiger Jeet Singh: 1981 (18-24)
- Giant Baba e Antonio Inoki: 1981 (25-42)
- Karl Gotch: 1981 (43-47)
- Ric Flair: 1981 (48); 1982 (3-4)
- Satoru Sayama: 1982 (5-31)
- Hulk Hogan: 1982 (32-49)
- Bruiser Brody: 1982 (50); 1983 (17)
- The Great Kabuki: 1983 (18-26)